# Liste der geschützten Landschaftsbestandteile im Landkreis Lüneburg
Im Landkreis Lüneburg gibt es diese ausgewiesenen geschützten Landschaftsbestandteile.
| Baum- und Heckenschutzsatzung Gemeinde Adendorf | BW | GLB LG 00001 | Adendorf                  | ⊙ |  | 5. Apr. 1984  |
| Eichenwäldchen                                  | BW | GLB LG 00002 | Wendisch Evern Dorfstraße | ⊙ |  | 13. Dez. 1984 |
| Eichenwäldchen bei Vindorf                      | BW | GLB LG 00003 | Boitze                    | ⊙ |  | 8. Okt. 1985  |
| Eichenreihe in Wiecheln                         | BW | GLB LG 00004 | Thomasburg                | ⊙ |  | 26. Aug. 1986 |
| Kirchenmoor zwischen Vastorf und Rohstorf       | BW | GLB LG 00005 | Vastorf, Rohstorf         | ⊙ |  | 12. Okt. 1987 |
| Baum- und Heckenbestand in der Gemeinde Vastorf | BW | GLB LG 00006 | Vastorf                   | ⊙ |  | 8. Okt. 2007  |
| Baumschutzsatzung der Hansestadt Lüneburg       | BW | GLB LG 00007 | Lüneburg                  | ⊙ |  | 18. Dez. 2014 |
| Legende für Geschützter Landschaftsbestandteil  |    |              |                           |   |  |               |